# Matîs Louvel
Matîs Louvel, né le 19 juillet 1999 à Mont-Saint-Aignan (Seine-Maritime), est un coureur cycliste français.

## Biographie

### Débuts et carrière amateur
Issu d'une famille de cyclistes, Matis pratique d'abord le judo durant son enfance. Il commence finalement le cyclisme au Vélo Club de Catenay, où il court pendant dix ans.
En 2016, il intègre l'équipe juniors (moins de 19 ans) du CC Nogent-sur-Oise. Il prend ensuite une licence au VC Rouen 76 en 2017. Sélectionné en équipe de France, il se distingue en terminant troisième du Tour du Valromey, tout en ayant remporté une étape. Il brille également dans des courses nationales. Au mois de septembre, il représente son pays lors des championnats du monde de Doha, où il se classe quatorzième et meilleur coureur tricolore de la course en ligne juniors. En parallèle de sa carrière sportive, il obtient un bac STI2D.
En 2018, il monte dans la structure DN1 du Véloce Club Rouen 76. Pour ses débuts espoirs (moins de 23 ans), il brille principalement dans le calendrier amateur français. L'année suivante, il se distingue au niveau continental UCI en triomphant sur la dernière étape de la Ronde de l'Isard. Il intègre par ailleurs l'équipe de France espoirs, où il se fait remarquer par son rôle d'équipier. Pour la seconde partie de saison, il est retenu comme stagiaire au sein de la formation World Tour Groupama-FDJ. A cette occasion, il participe à la Polynormande (21e) et au Grand Prix d'Isbergues (17e).

### Carrière professionnelle

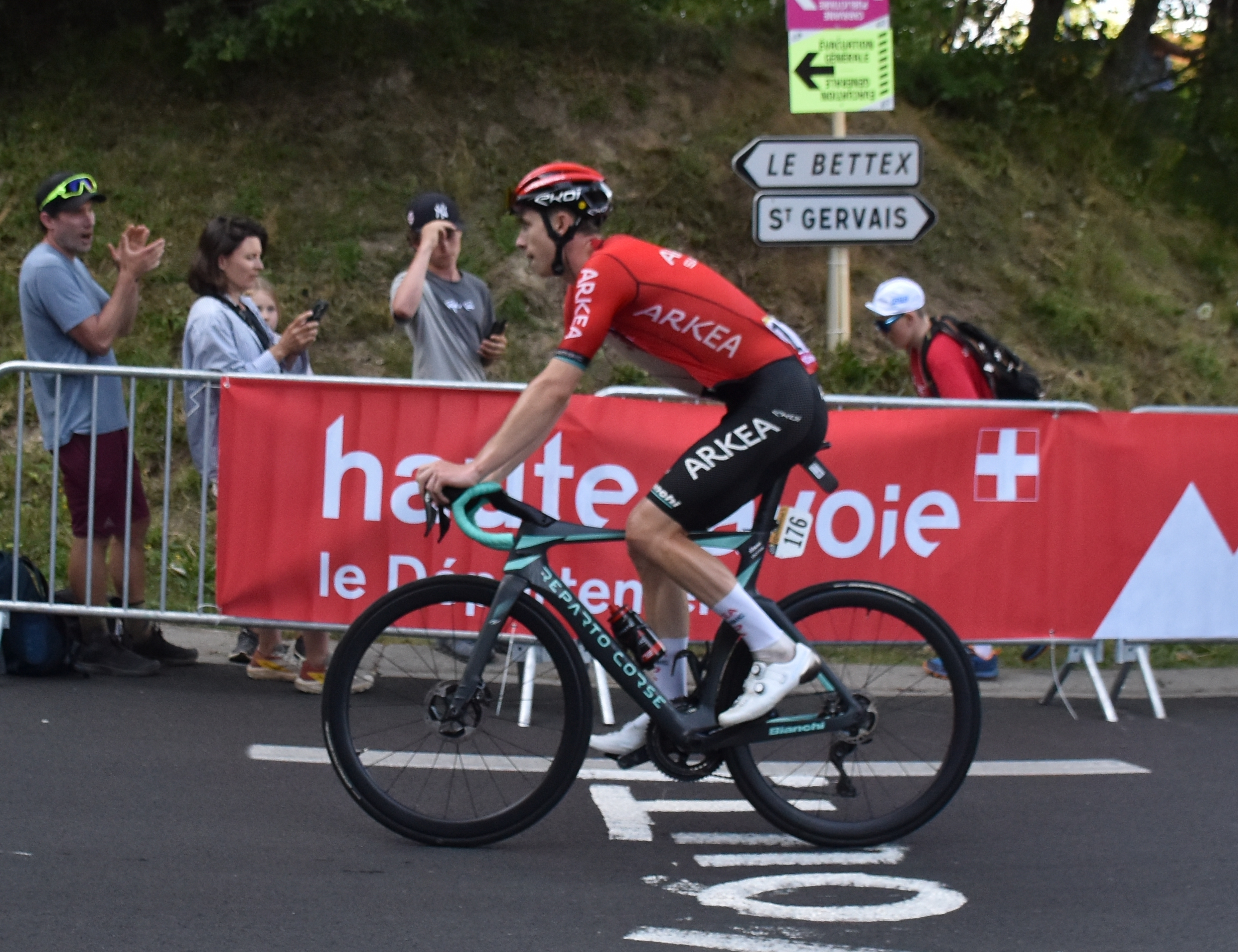
Matis Louvel N° 176 - Tour de France 2023 - 15e étape.

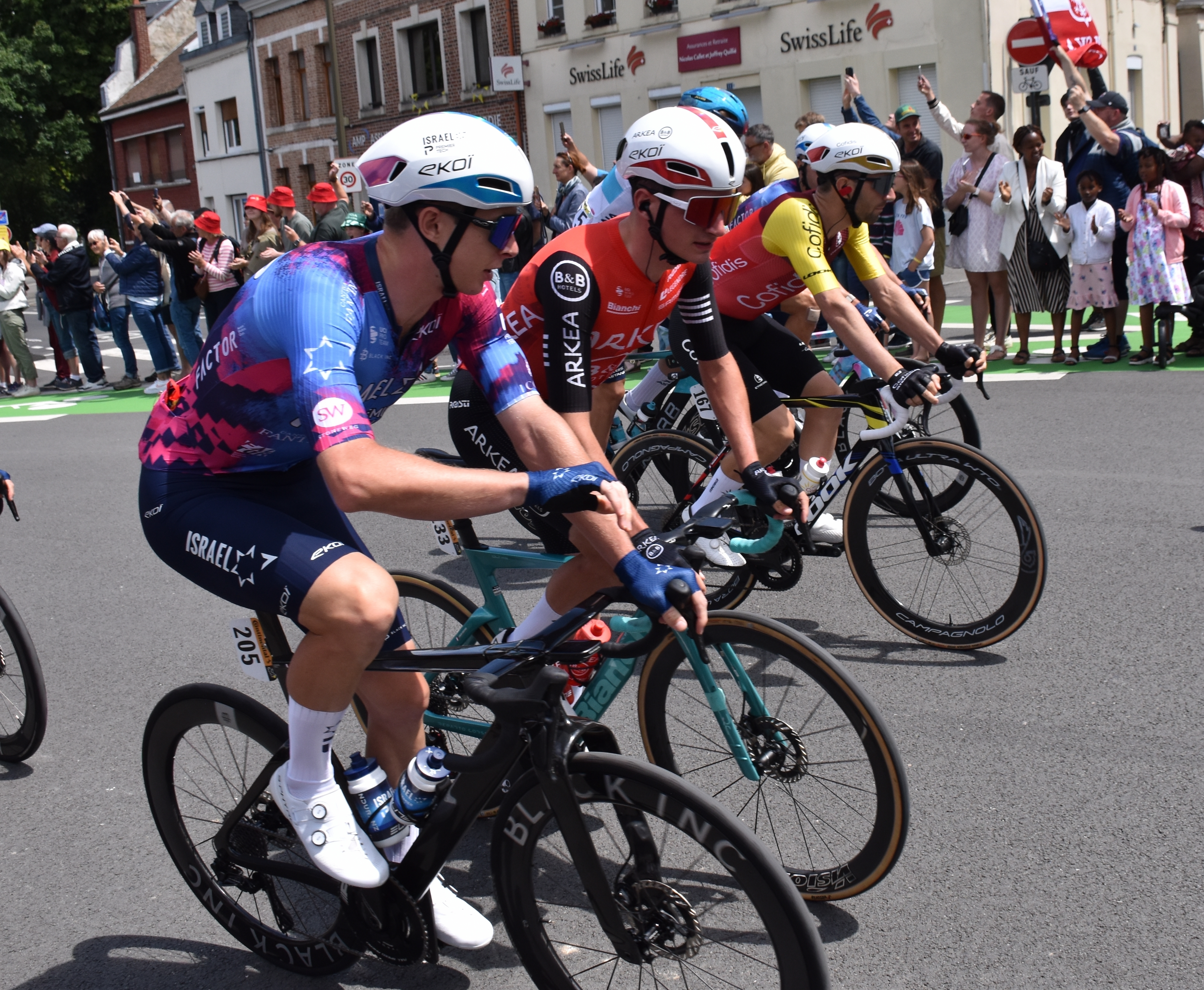
Matîs Louvel #205- Tour de France 2025

#### Saison 2020
L'équipe continentale professionnelle Arkéa-Samsic annonce le 30 septembre 2019 son entrée dans le monde professionnel pour janvier 2020 en compagnie de Donavan Grondin. Emmanuel Hubert décrit à cette occasion Louvel comme "un puncheur qui grimpe bien", mettant en avant sa troisième place lors du championnat de France espoirs et sa victoire d'étape sur la Ronde de l'Isard. Il lance sa carrière professionnelle sur les manches du Challenge de Majorque, prenant part au Trofeo Ses Salines-Campos-Porreres-Felanitx (30e), au Trofeo Serra de Tramuntana (abandon) et au Trofeo Playa de Palma (23e). Le 8 mars, il prend la 14e place du GP de Lillers-Souvenir Bruno Comini avant que la saison ne soit suspendue à cause de la pandémie de Covid-19. Il reprend la compétition sur le Tour de Savoie Mont-Blanc. Il connaît ses premiers résultats en octobre avec deux neuvièmes places, la première sur la sixième étape du Tour du Portugal, la seconde sur la Classique d'Ordizia. Il participe à sa première course World Tour le 21 octobre, prenant le départ des Trois Jours de Bruges-La Panne (abandon) avant de conclure sa saison sur le championnat de France Espoirs où il monte sur le podium (3e).

#### Saison 2021
Lors du début de saison, il découvre plusieurs courses World Tour, le Circuit Het Nieuwsblad (140e), les Strade Bianche (74e), le Tour de Catalogne (120e), le Tour des Flandres (77e) et la Flèche wallonne (abandon). Avant cette dernière, il se distingue sur le Tour de la Communauté valencienne, terminant chaque étape dans le top 20, 6e du contre-la-montre et 10e du classement général. 
En juillet 2021, son contrat est prolongé jusqu'au terme de la saison 2023. Le même mois, il remporte en solitaire sa première victoire professionnelle sur le Tour de Castille-et-León. En fin de saison, il termine plusieurs fois placé, sur la Classic Grand Besançon Doubs (8e), le Grand Prix de Fourmies (9e), la Primus Classic (11e), Paris-Tours (18e) et le Grand Prix du Morbihan (16e).

#### Saison 2022
Louvel est en début de saison troisième du Tour de Murcie puis de la Classic Loire Atlantique. Il découvre en juillet le Tour de France. Le 24 août, il gagne en solitaire la Course des raisins après avoir réussi à distancer les protagonistes de cette épreuve dans la dernière difficulté du jour à 7 kilomètres de l'arrivée.
En décembre, Arkéa-Samsic annonce la prolongation du contrat de Louvel jusqu'en fin d'année 2024.

## Palmarès et classements mondiaux

### Palmarès amateur
| - 2016 - 2e du Trio normand juniors - 2017 - Tour du Bocage et de l'Ernée 53 - 4e étape du Tour du Valromey - 2e de La Cantonale Juniors - 3e du Tour du Valromey - 2018 - 1re épreuve du Maillot des Jeunes Léopards - Grand Prix du Muguet à Chambois - Prix de la Saint-Laurent - Trio normand (avec Enzo Anti et Anthony Macron) | - 2019 - 4e étape de la Ronde de l'Isard - 1re étape de l'Orlen Nations Grand Prix (contre-la-montre par équipes) - 2e du Grand Prix de Saint-Hilaire-du-Harcouët - 2e des Boucles de l'Austreberthe - 2e des Trois Jours de Cherbourg - 3e du championnat de France sur route espoirs - 3e de la Route bretonne - 2020 - 3e du championnat de France sur route espoirs |

### Palmarès professionnel
- 2021
  - Tour de Castille-et-León
- 2022
  - Course des raisins
  - 3e du Tour de Murcie
  - 3e de la Classic Loire Atlantique
  - 3e du Tour du Doubs
- 2024
  - 2e de la Course des raisins
- 2025
  - 9e de la ADAC Cyclassics Hamburg

### Résultats sur les grands tours

#### Tour de France
3 participations
- 2022 : 74e
- 2023 : 65e
- 2025 : 100e

### Classements mondiaux
| Année                                 | 2019  | 2020 | 2021 | 2022 | 2023 |
| ------------------------------------- | ----- | ---- | ---- | ---- | ---- |
| Classement mondial                    | 1454e | 614e | 223e | 74e  | 264e |
| UCI Europe Tour                       | 977e  | 500e | 191e | 62e  | nc   |
|                                       |       |      |      |      |      |
| Légende : nc = non classéSource : UCI |       |      |      |      |      |

## Palmarès en VTT
- 2022
  - 2e du championnat de France de beach race